# Desná (vattendrag i Tjeckien, lat 49,89, long 16,26)
Desná är ett vattendrag i Tjeckien. Det ligger i den centrala delen av landet, 130 km öster om huvudstaden Prag.